# Купірування (тварини)

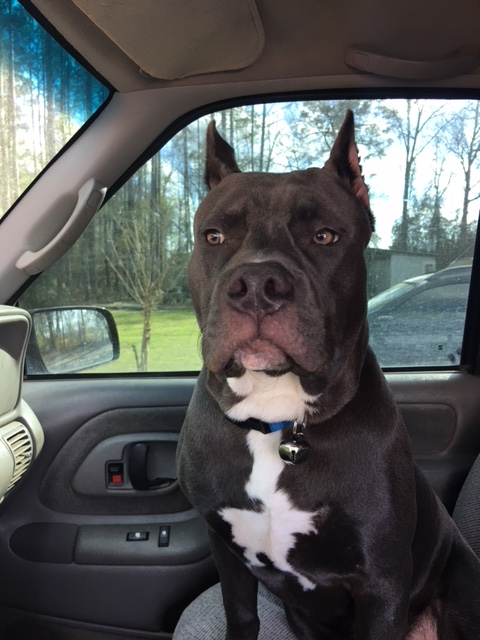
Пітбуль з обрізаними вухами

Купірування — це часткове або повне відрізання, вкорочування хвоста або вуха (вушних раковин, зовнішньої, видимої частини вуха) тварин. Найчастіше проводиться на собаках, давня практика, яку колись робили з огляду на здоров'я, практичні чи косметичні причини. Нині це заборонено у багатьох країнах, але все ще є законним у певній кількості країн. Там, де дозволено, здійснюється лише у певних порід собак, таких як Пітбуль, Німецький Пінчер, Доберман Пінчер, Шнауцер, Великий данець, Боксер, Був'є де Фландрес, Неаполітанський мастиф, Кане Корсо, Аргентинський дог, Кавказька вівчарка, Середньоазіатська вівчарка.
Ветеринарна процедура відома як, косметична отопластика. Сучасна ветеринарна наука не надає тваринам ніяких медичних чи фізичних переваг від процедури призводить до занепокоєння з приводу жорстокості до тварин, пов'язаної з проведенням зайвих операцій на тваринах. Окрім заборон, що діють у країнах світу, в деяких ветеринарних текстах це описується як «більше не вважається етичним».
Купірування великих порід інших тварин зустрічається рідко, хоча вирізання ідентифікаційних форм у худоби, було звичайним для введення обов'язкових вушних чіпів. Видалення ділянок вуха лабораторними мишами для ідентифікації, тобто надрізання вуха, досі використовується. Практика обрізання в косметичних цілях зустрічається досить рідко у не у собак, хоча деякі селекційно розведені тварини мають природні невеликі вуха, які можна помилково обрізати.

## Історія

### Традиційне купірування
Історично купірування проводилося на працюючих собак, щоб зменшити ризик ускладнень зі здоров’ям, таких як вушні інфекції або гематоми. Посіви були також проведені на собаках, які, можливо, повинні боротися, або під час полювання на тварину, які могли б боротися назад або захищаючи худобу стадо від хижаків, або тому, що вони були використані для спорту, такого як повітряні бої або ведмеже цькування.   Вуха були легкою мішенню для протистояння тварині, що хапає чи рве. 
Купірування вух собак-охоронців було і може бути традиційним у деяких скотарських культурах. Традиційно обрізали вуха робочих собак-захисників, таких як кавказька вівчарка та пастор Мареммано-Абруцезе, щоб зменшити можливість вовків чи собак-агресорів зациклюватися на них.  Згідно з одним описом, купірування проводили під час відлучення цуценят, приблизно в шість тижнів. Її виконував старший або досвідчений вівчар, використовуючи звичайні ножиці, що використовуються для стрижки, добре заточені. Вуха були вирізані або до форми, як у лисиці, або округлі, як у ведмедя. Альтернативним методом було видалення вух у новонароджених цуценят, викручуючи їх; однак це майже не залишило зовнішнього вуха у собаки. Понад трьох сотень років тому використовували шиповані нашийники, щоб вовкам було важко задушити собаку, це описано, як захист від вовків Жаном де Лафонтен у байках опублікованих в 1678 р. 
Укорочування вух собакам для участі в собачих боях,  є незаконними у багатьох юрисдикціях. 

### Користь для здоров'я
Історично обрізання вух вважалося користю для здоров'я певних порід з довгими висячими вухами. Так вважалося, але було помилковим, що собаки зі стоячими вухами можуть страждати від меншої кількості вушних інфекцій, ніж собаки з висячими вухами, тому не є розумною причиною для тварини робити цю операцію.   Також було висунуто гіпотезу, що стоячі вуха менш схильні до пошкоджень та подальших медичних ускладнень, особливо у собак, що працюють. Деякі стверджують, що підстрижені вуха покращують слух боксерів.  Довгі висячі вуха не можуть функціонувати так само, як прямі вуха, які можуть повертатися до джерела звуку. Пряма форма направляє звукові хвилі у вушний канал і додатково трохи підсилює звук. Довгі висячі шпильки також накладають фізичний бар'єр для звукових хвиль, що надходять у вушний канал. 

### Косметичне купірування

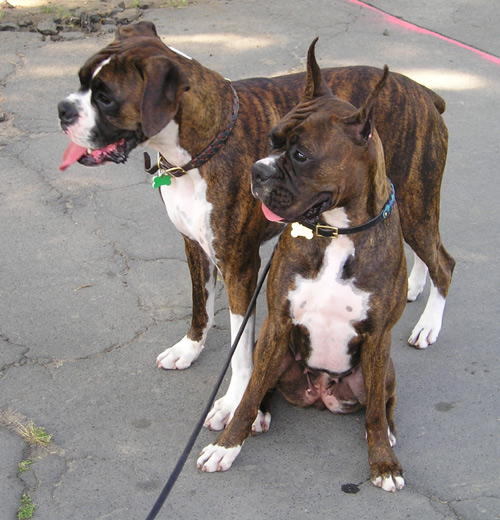
Боксери з натуральними та підстриженими вухами й хвостами

В останні 100 років або більше вушні обрізання проводилися частіше в косметичних цілях.  У країнах і державах, де це залишається законним, зазвичай це застосовується, оскільки це вимагається як частина стандарту породи для виставок на виставках собак. 

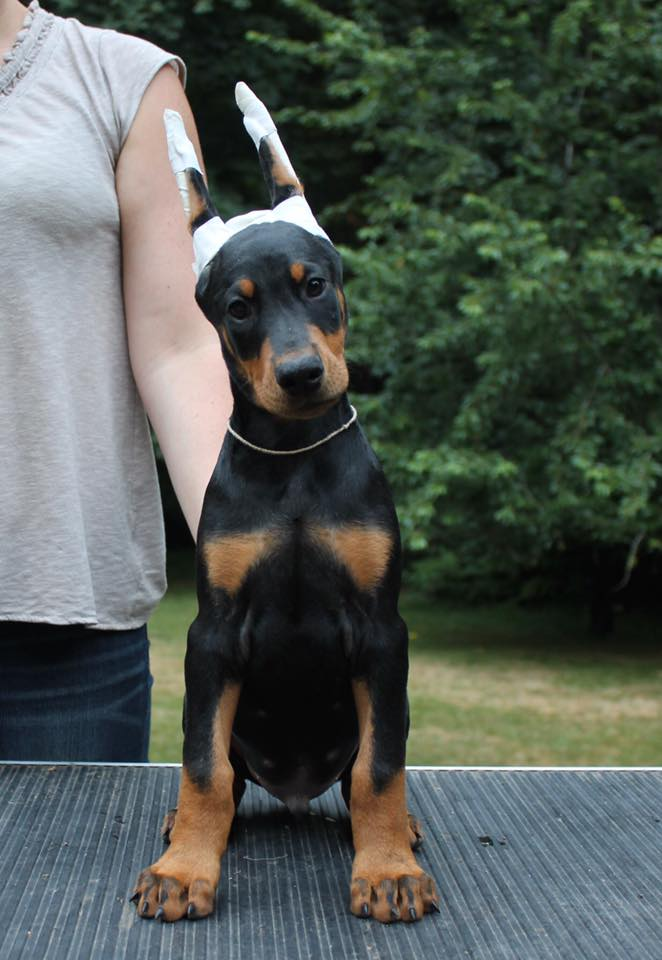
Щеня добермана Пінчера з заклеєними вухами, щоб привчити їх до потрібної форми та перевезення після обрізання

Ветеринарна процедура відома як "косметична отопластика".  Зазвичай проводиться на цуценятах у віці від 7 до 12 тижнів. Через 16 тижнів процедура є більш болючою, і тварина має більшу больову пам’ять.  До 2/3 вушної кришки можна видалити за допомогою обрізання, а краї рани закрити швами. Потім вуха перев’язують і замотують до тих пір, поки вони не заживуть належною формою.  Процедуру рекомендується проводити під загальним наркозом; Основні претензії критиків обертаються навколо післяопераційного болю. 
Американські ветеринарні школи, як правило, не викладають обрізання та стикування, і тому ветеринари, які виконують цю практику, повинні вчитися на роботі. 

## Безпека тварин та закон
Практика є незаконною у більшості країн Європи, включаючи всі країни, які ратифікували Європейську конвенцію про захист домашніх тварин, та більшість країн-членів Міжнародної федерації кінології.  Це незаконно в частинах Іспанії та в деяких канадських провінціях. Ситуація в Італії неясна; заборона, яка діє з 14 січня 2007 року, може більше не діяти. 
Купірування все ще широко практикується у Сполучених Штатах та частинах Канади, і приблизно 130 000 цуценят у Сполучених Штатах вважають, що вуха підрізають щороку.  Американський та канадський клуби розплідників дозволяють проводити цю практику. Позиція Американського кінологічного клубу (AKC) полягає в тому, що обрізання вух і  хвостів є "прийнятною практикою, яка є частиною визначення та збереження породи характеру та / або зміцнення здоров'я". Хоча деякі окремі штати намагаються заборонити купірування, існує сильна опозиція з боку деяких організацій собак, які займаються проблемами охорони здоров'я та традиціями. 
Хоча припускається, що обрізка може заважати здатності собаки спілкуватися за допомогою вушних сигналів, деякі також стверджують, що обрізання збільшує здатність собаки спілкуватися з вушними сигналами. Не було проведено жодного наукового порівняльного дослідження вушної комунікації у стрижених та необрізаних собак. 

## Природно невеликі вуха
Деякі тварини, наприклад, коза Ламанча, мають вуха, яких у природі мало в результаті селективного розведення, а деякі люди помилково вважають, що їхні вуха обрізані.  